# Conus nobrei
Espèce
Statut de conservation UICN

 NT  : Quasi menacé
Conus nobrei est une espèce de mollusques gastéropodes marins de la famille des Conidae.
Comme toutes les espèces du genre Conus, ces escargots sont prédateurs et venimeux. Ils sont capables de « piquer » les humains et doivent donc être manipulés avec précaution, voire pas du tout.

## Description
La taille de la coquille varie entre 12 mm et 20 mm.

## Distribution
Cette espèce marine est endémique à Angola.

### Niveau de risque d’extinction de l’espèce
Selon l'analyse de l'UICN réalisée en 2011 pour la définition du niveau de risque d'extinction, cette espèce a été évaluée comme Vulnérable D2 en 1996, sur la base de son aire de répartition limitée, mais elle est déclassée à Quasi menacée, car les menaces inconnues qui pèsent sur la baie suggèrent qu'elle ne remplit pas les critères révisés de Vulnérable D2.

## Taxonomie

### Publication originale
L'espèce Conus nobrei a été décrite pour la première fois en 1975 par le malacologiste portugais Herculano Trovão (d),.

### Synonymes
- Conus (Lautoconus) nobrei Trovão, 1975 · appellation alternative
- Varioconus nobrei (Trovão, 1975) · non accepté